# Hokkaido Gals Are Super Adorable!
Hokkaido Gals Are Super Adorable! (jap. 道産子ギャルはなまらめんこい Dosanko Gyaru wa Namaramenkoi) ist eine Mangaserie von Mangaka Kai Ikada aus den Jahren 2019 bis 2024. Die romantische Komödie um ein Schülerpärchen auf Hokkaidō wurde in mehrere Sprachen übersetzt und 2024 als Anime-Fernsehserie verfilmt.

## Inhalt
Der Oberschüler Tsubasa Shiki zieht von Tokio nach Kitami auf Hokkaidō. Dort lernt er Minami Fuyuki kennen, die sich dem Neuankömmling annimmt und ihm hilft, sich in der neuen Umgebung zurechtzufinden. Sie gehört zu einer Gruppe Mädchen, die trotz der ländlichen Abgelegenheit und des kalten Klimas ihrem Sinn für Mode Ausdruck verleihen und ihre Jugend genießen wollen – auch hier gibt es Gyaru wie in Tokio. Und auch wenn sie eigentlich gar nicht sein Typ ist, verliebt sich Shiki mit der Zeit in das lebensfrohe Mädchen.

## Veröffentlichung
Der Manga erschien in Japan zunächst in einzelnen Kapiteln im Online-Magazin Shonen Jump+. Am 3. Januar 2019 kam ein Einzelkapitel heraus. Ab dem 4. September begann dann die Veröffentlichung als Serie. Diese wurde am 11. September 2024 abgeschlossen. Der Verlag Shūeisha brachte die Kapitel auch gesammelt in 14 Bänden heraus. Auf Deutsch erscheint die Serie seit Dezember 2024 bei Crunchyroll in einer Übersetzung von Etsuko Tabuchi und Florian Weitschies in bisher fünf Bänden (Stand August 2025). Ebenfalls bei Crunchyroll erschien eine französische Version und auf der Plattform Manga Plus sind eine englische und eine spanische Version zugänglich.

## Animeserie
Bei den Studios Silver Link und Blade entstand eine Adaption des Mangas als Animeserie für das japanische Fernsehen. Mirai Minato war sowohl für Regie als auch die Drehbücher verantwortlich. Daneben war auch Misuzu Hoshino als Regisseur tätig. Das Charakterdesign entwarf Katsuyuki Sato und die künstlerische Leitung lag bei Aiko Taira. Die 3D-Animationen leitete Tsutomu Ogasawara, für die Kameraführung war Atsushi Kanō zuständig und für die Tonregie Yayoi Tateishi.
Der Anime wurde erstmals im Oktober 2022 angekündigt, zunächst für 2023. Im Juli 2023 wurde die Premiere auf 2024 verschoben. Die zwölf Folgen wurden vom 8. Januar bis 24. März 2024 von den Sendern TV Tokyo, TVh, BS TV Tokyo und AT-X in Japan gezeigt. Parallel dazu fand eine Veröffentlichung per Streaming über die Plattform Crunchyroll statt, zunächst mit Untertiteln unter anderem auf Deutsch und Englisch und später mit Synchronfassungen auf Englisch, Spanisch, Portugiesisch und Hindi.

### Synchronisation
| Rolle         | japanische Stimme (Seiyū) |
| ------------- | ------------------------- |
| Minami Fuyuki | Ayane Sakura              |
| Tsubasa Shiki | Nobunaga Shimazaki        |
| Sayuri Akino  | Yumiri Hanamori           |

### Musik
Die Musik der Serie wurde komponiert von Sōnosuke Takao. Das Vorspannlied ist Namaramenkoi Gal von Masayoshi Ōishi und der Abspann ist unterlegt mit Wayawayawaa! von Asaka.